# Abgeordnetenkammer (Chile)

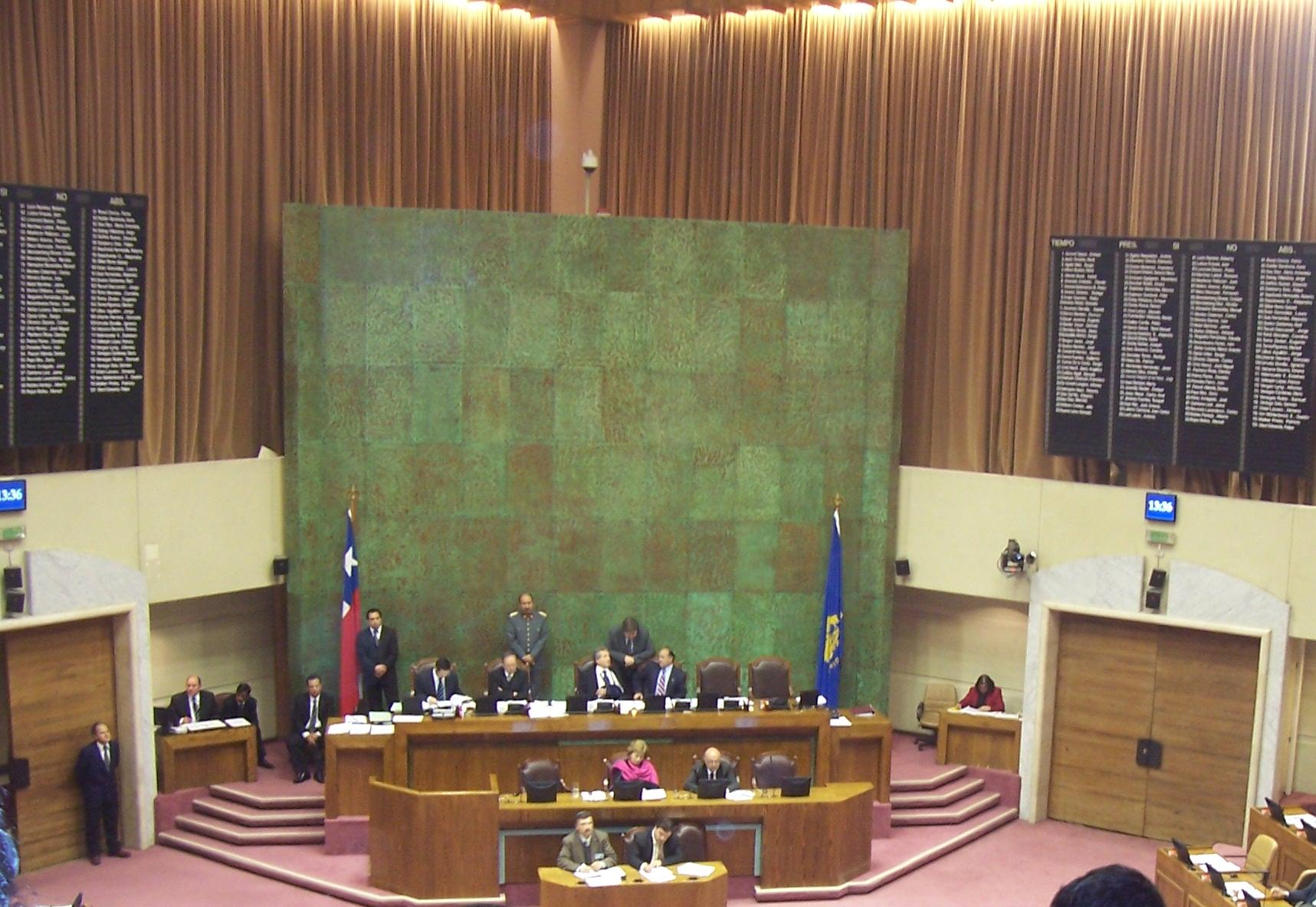
Eine Sitzung des Unterhauses in der Kammer

Die Abgeordnetenkammer (offiziell auf Spanisch Cámara de Diputadas y Diputados de Chile) ist das Unterhaus und eine der beiden Kammern der chilenischen Legislative. Ihrer Sitz befindet sich zusammen mit dem Senat im Gebäude des Nationalkongresses in der Hafenstadt Valparaíso. Derzeit besteht die Kammer aus 155 Mitgliedern, die alle demokratisch durch Wahlen gewählt werden. Jede Legislaturperiode der Abgeordneten dauert vier Jahre, mit der Möglichkeit einer Wiederwahl.

## Geschichte
Die Abgeordnetenkammer gilt als Nachfolgerin des Ersten Nationalkongresses, der seit dem 4. Juli 1811 stattfand und aus 40 Abgeordneten bestand, die nach einem Putsch unter der Führung von José Miguel Carrera bis zum 2. Dezember dieses Jahres zusammentraten. Die erste Wahl von Abgeordneten für diese gesetzgebende Körperschaft in Chile fand am 15. Dezember 1810 in der Zeit der chilenischen Geschichte statt, die als Patria Vieja (Altes Vaterland) bekannt ist.
Nach der endgültigen Unabhängigkeit von Spanien wurde in der Verfassung von 1822 festgelegt, dass die chilenische Legislative aus einem Zweikammersystem bestehen sollte, das in der Verfassung von 1828 konsolidiert wurde. Dieses System wurde in der chilenischen Geschichte größtenteils beibehalten.
Die Arbeit der Abgeordnetenkammer und der gesamten Legislative wurde im Land mehrmals ausgesetzt, hauptsächlich im Zusammenhang mit Staatsstreichen und schweren innenpolitischen Krisen.

## Organisation

### Präsidium
Das Präsidium der Abgeordnetenkammer wird nach dem Prinzip des primus inter pares aus der Mitte aller Kammermitglieder gewählt.  Der Vorstand besteht aus einem Präsidenten und zwei Vizepräsidenten (erster und zweiter Vizepräsident).

### Kommissionen
Im Rahmen der parlamentarischen Arbeit teilen die Abgeordneten ihre Aufgaben in gesetzgebende Kommissionen ein, die dauerhaft oder vorübergehend sein können. Ihre Hauptaufgabe besteht in der fachlichen und detaillierten Analyse und Untersuchung der Gesetzentwürfe sowie in anderen Pflichten, die in die Zuständigkeit der Abgeordneten fallen.